# Upplands runinskrifter 613
Upplands runinskrifter 613 är en runsten som tidigare stod i Torsätra, Västra Ryds socken och Upplands-Bro kommun i Uppland. I samband med att Svea livgarde etablerade sig i området 1970 flyttades runstenen till Historiska museet i Stockholm. Texten lyder enligt inskriften nedan:

## Inskriften
Translitterering av runraden:
+ una + lit + reisa + þinsa + stein + aftʀ + sun sin + istin sum + to + i hoita+uaþum + kuþ hialbi + salu hans ÷
Normalisering till runsvenska:
Una/Unna let ræisa þennsa stæin æftiʀ sun sinn Øystæin/Æistæin, sum do i hvitavaðum. Guð hialpi salu hans.
Översättning till nusvenska:
Unna lät resa denna sten efter sin son Östen, som dog i dopkläder. Gud hjälpe hans själ
Att han dog i "vita kläder" betyder här att han inför sin död blivit döpt och kristen och därför bar dopkläder.